# Seldjuk

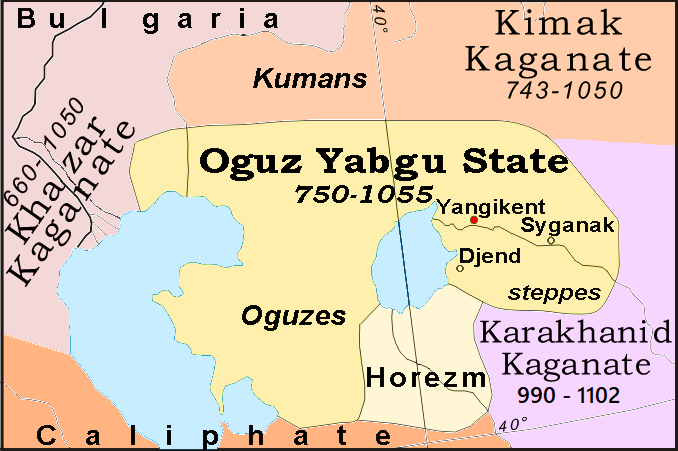
AD 750OguzYabgu

Seldjuk, (arabiska Saljūq;  turkiska Selçuk) var en härskare i turkfolket oghuzer. Han var ledare för en gren av oghuzerna som slog sig ned vid nedre Syr-Darja. Han konverterade omkring år 960 till sunnitisk islam. Han räknas som anfader och har gett namn till seldjukdynastin. Hans sonson sultan Toghrül erövrade i mitten av 1000-talet Persien och Bagdad.

## Biografi
Hans far Dukak var en person med administrativ, politisk och militär makt i Oghuz Yabgu, Artuqider   var känd som "Temür-Yalığ" (järnbåge) på grund av sitt mod, styrka, vision och framgångar inom statsangelägenheter. Om man tänker på att pil och båge var en viktig symbol för makt och kontroll hos oghuzer, särskilt kontrollen över jakt och betesmarker, så kan man säga att Dukaks kända smeknamn "Temür-Yalığ" (järnbåge) bland alla Desht-i Qipchaq-stammarna tyder på att han hade en högre position bland Oghuzer, kanske som en ledare eller hög officer, snarare än en vanlig soldat eller administratör. Enligt en anteckning av Ibn Hassul, som var chef för Dîvân-ı İnşâ (byggnadsavdelningen) under Togrul Beys tid, finns det de som hävdar att Dukak var underordnad khaganen av khazarerna. Men khazarerna var svaga på den tiden och tvingades alliera sig med oghuzfolket mot petjenegerna. De flesta seljuktids-historiker accepterar att Dukak, som var ledaren för Oghuzer i Desht-i Qipchaq, var en inflytelserik person i Oghuz Yabgu eller representerade en självständig enhet inom denna stat.
Enligt källor anses Dukak vara en viktig rådgivare till Oghuz Yabgu, och att han inte fattade beslut utan att rådfråga Dukak. Det sägs att när Yabgu kritiserade en turkisk grupp, argumenterade Dukak emot honom och yttrade hårda ord, varpå Yabgu drog sitt svärd och sårade Dukak i ansiktet. Dukak slog till Yabgu med sin klubba och fick honom att falla av hästen. Yabgu gav order om att Dukak skulle gripas och dödas, men troligen på grund av en stark grupp runt Dukak kunde inte ordern utföras. Förhandlingar hölls mellan statstjänstemän och befäl, och en fest hölls för att fira förhandlingarnas resultat. Denna händelse är viktig eftersom den visar Dukaks inflytande inom Oghuz Yabgu och hur han stod upp för staten i en fråga som skulle vara skadlig för staten.
Det finns ingen korrekt information om Seldjuk Beys förfäder före Dukak. Författare som Zahîrüddîn-i Nîsâbûrî och Reşîdüddin Fazlullāh-ı Hemedânî anser att Seldjuk är son till tältmakaren Hâce Kereküçüs son Tokşurmuş, men dessa påståenden som inte bekräftas av andra källor och har inte fått mycket uppmärksamhet av seldjukiskhistoriker. I Ibn Hassûls bok som inte finns bevarad till och i Târîḫ-i Güzîde (s. 426) härstammar Selçuk från den legendariska turkiska härskaren Efrâsiyâb (Alp Er Tonga). I en annan av Ibn Hassûls böcker, Kitâbü Tafżîli'l-Etrâkad (s. 265), noteras att Selçuklu-familjen härstammar från en ärofull släkt. Vesir Nizamülmülk säger också att seljukerna härstammar från Afrasiyab (Alp Er tonga) och att de styrde från far till son.
Arslan Yabgu, son till Seljuk Bey som fängslades i Kālincâr-fästningen i Indien av Mahmud av Ghazni, skickade ett meddelande till sina brorsöner Togrul och Chagri beyarna att de skulle fortsätta att sträva efter att bli härskare eftersom denna regent Mahmud av Ghazni är en slavson utan någon kunglig härkomst, och att en stat inte kan överlämnas till sådana personer. (Ravendi, I, 90). Syriska historikern Ebü'l-Ferec İbnü'l-İbrî noterar i ett brev som Sultan Togrul Bey skickade till Abbasid-kalifen 1043 att han är ättling till en fri man, att hans släkt härstammar från Hunnernas kungafamilj och att därför de tjänster som utförs åt honom måste vara av högre kvalitet. Det föreslås att det beror på att Oghuz och Turkmen-klanerna, som var underordnade Seljuks, fortsatte att vara lojala mot dem även i de mest kritiska tiderna, och att Togrul och Chagri beyernas stora anhängarskaror som var redo att tjäna dem även i deras mest svåra tider efter Seljuk Bey's död berodde på deras tillhörighet till en förnäm dynasti.
Det är okänt om Dukak hade några andra barn än Seldjuk som var vid 17-18 års ålder när sin far dog. Det noteras att Oghuz yabgu, som visste att Seldjuk hade en ädel karaktär och ledarskapsförmåga eftersom han växte upp bredvid honom, utnämnde honom till subaşı (chef för en administrativ enhet). Ebü'l-Ferec İbnü'l-İbrî noterade att yabguens förtroende och intresse för Seldjuk orsakade avundsjuka bland andra statsmän och befälhavare, att det var svårt för Yabgus fru att se Seldjuk sitta bredvid yabgu på palatset, att yabgus hustru var orolig för att Seldjuk skulle orsaka problem och ta tronen i framtiden, och att yabgu, påverkad av sin fru, bestämde sig för att eliminera Seldjuk. När Seldjuk fick reda på detta flydde han till en annan region. Det sägs att kiptjaker som pressade oghuzer och brist på utrymme och betesmarker, samt Karahaniderna som blev alltmer kraftfulla och en stor makt, spelade en viktig roll i hans avskiljande från yabgu.
Seldjuk Bey gick troligtvis till staden Cend som ligger nedströms floden Syr-Darja från Oghuz-yabguens vintercenter Yenikent, tillsammans med 100 ryttare, en stor följeslagare och många djurhjordar. Det finns olika datum som anges för hans ankomst till Cend: 925–940, 955 och 985–986. Seldjuk Bey berättade för sina följeslagare att om de inte accepterade religionen och sederna hos folket som bodde i Cend, som var en gräns mellan icke-muslimska turkiska länder och muslimska länder, skulle de bli isolerade som en liten grupp. Han beslutade sig för att bli muslim. Senare skickade han sändebud till ledarna i Zendek-staden i Khwarezm och Buhara, och begärde att lärare skulle skickas för att undervisa om Koranen och islam. På grund av lärarna som de skickade med olika presenter, började islam snabbt spridas bland Oghuz-stammarna som var lojala mot Seljuk (Ebü'l-Ferec, I, 293; Köymen, I, 21; Agacanov, Oghuzer, s. 263). Efter att Seljuk blev muslim, bröt han kontakten med Oghuz Yabgu State och icke-muslimska turkiska stammar, och deltog i jihad-operationer mot dem. Hans son Mikail dog troligen under en sådan expedition. Från den tiden kallades Oghuz-stammarna som var lojala mot Seljuk som Seljukids, Selcukians och Turkmens. 
Efter att Seldjuk Bey blev muslim samlades stora folkmassor runt honom. Genom segrarna mot icke-muslimska turkar och kampanjerna mot Oghuz Yabgu State erövrade Seljuks kontrollen över Jand, som blev huvudstaden i Seljukiderna. Från den tiden kallades Seljuk "el-Melikü'l-gāzî" (krigskungen) (Beyhakī, s. 122).